# 榊原栄一
榊原 栄一（さかきばら えいいち、1956年8月14日 - ）は、日本の実業家、薬剤師。スギホールディングス代表取締役会長、スギ薬局代表取締役会長。日本チェーンドラッグストア協会副会長を歴任した。

## 人物・経歴
愛知県出身。愛知県立西尾高等学校を経て、1980年名城大学薬学部卒業。1986年9月、スギ薬局（現スギホールディングス）入社。1995年取締役。1998年常務取締役。2008年スギ薬局常務取締役。2009年スギ薬局代表取締役副社長。2011年スギ薬局代表取締役社長。2013年スギホールディングス取締役。
2017年3月、スギ薬局代表取締役会長に就任。同年5月、スギホールディングス代表取締役社長に就任。2018年、スギホールディングスはメドピアグループと業務資本提携契約を締結した。日本チェーンドラッグストア協会副会長も務めた。
2021年1月25日、スギホールディングスは取締役会を開催。創業者の杉浦広一会長の長男、杉浦克典副社長を社長に昇格するトップ人事を発表した。同年5月19日開催の定時株主総会後の取締役会をもって、社長の榊原は会長に就任し、杉浦広一は代表権のない顧問に就いた。